# 沙托盖河
沙托盖河（法語：Rivière Châteauguay）是流经美国和加拿大的一条河流，它发源于美国纽约州北部的山区，在蒙特利尔附近汇入圣劳伦斯河。河流全长121公里。
该河流域是栖息着很多种类的鸟类和鱼类，也是加拿大鹅和迁徙鸭类的主要停留地。